# Chrysolina carnifex cruentata
Chrysolina carnifex cruentata é uma subespécie de insetos coleópteros polífagos pertencente à família Chrysomelidae.
A autoridade científica da subespécie é Suffrian, tendo sido descrita no ano de 1851.
Trata-se de uma subespécie presente no território português.